# Англійська гітара
Англійська гітара (англ. English guitar) — струнний щипковий музичний інструмент, різновид цистри, що був поширений у Європі у кінці XVIII — початку XIX століття.

## Опис
Англійська гітара мала грушоподібну резонансну коробку з плоскою основою, з круглим отвором і короткою горловиною. Містила сталевих 10 струн, з яких чотири верхні були парними; типова настройка: c, e, g, c1, e1, g1; існували також 12-струнні інструменти з хорами для всіх шести звуковисот.